# Linea di successione al trono del Belgio

Lo stemma della monarchia belga

La linea di successione al trono del Belgio segue il criterio della primogenitura eguale. 

## Leggi costituzionali sulla successione
I seguenti articoli, tratti dall'attuale costituzione del Belgio, si riferiscono alla successione al trono:
- Articolo 85: 
  - (1) I poteri costituzionali del re sono ereditari attraverso la successione diretta, naturale e legittima da sua maestà Leopoldo Georgio Cristiano Federico di Sassonia-Coburgo-Gotha, in ordine di primogenitura;
  - (2) Il successore descritto al paragrafo (1) deve essere privato dei suoi diritti di successione se si sposa senza il consenso del re, o, in mancanza del re, senza il consenso di coloro che ne esercitano il potere nei casi previsti dalla costituzione;
  - (3) Il suo diritto perduto può essere ristabilito dal re, o, in mancanza, da parte di coloro che esercitano il potere del re nei casi previsti dalla costituzione, ma solo nel caso in cui ci sia accordo da parte di entrambe le camere.
- Articolo 86:
  - (1) Nel caso manchi un discendente di Leopoldo Georgio Cristiano Federico di Sassonia-Coburgo-Gotha, il re può nominare un suo successore con l'approvazione di entrambe le camere, in modo tale di cui all'articolo 87;
  - (2) In mancanza di una nomina intrapresa nel modo sopra indicato, il trono è vacante.

Fino al 1991 era in vigore la legge salica, che escludeva le donne dalla successione. Attualmente, invece, l'erede al trono è il primogenito, indipendentemente dal sesso. Questa norma, tuttavia, non è retroattiva e si applica solo ai discendenti del re Alberto II. Curiosamente, per ragioni matrimoniali, nessun discendente maschio dei precedenti sovrani può essere in linea di successione, e, di conseguenza, la successione si limita ai soli discendenti di Alberto II.

## Linea di successione
La linea di successione al trono del Belgio è la seguente:
- S.M. re Alberto II del Belgio, nato nel 1934, secondo figlio maschio di re Leopoldo III del Belgio
  -  S.M. re Filippo del Belgio, nato nel 1960, primo figlio di re Alberto II e attuale sovrano del Belgio
    - 1. S.A.R. la principessa Elisabetta, duchessa di Brabante, nata nel 2001, prima figlia di re Filippo
    - 2. S.A.R. il principe Gabriele del Belgio, nato nel 2003, primo figlio di re Filippo
    - 3. S.A.R. il principe Emanuele del Belgio, nato nel 2005, secondo figlio di re Filippo
    - 4. S.A.R. la principessa Eleonora del Belgio, nata nel 2008, seconda figlia di re Filippo

  - 5. S.A.I.R. la principessa Astrid del Belgio, arciduchessa d'Austria-Este, nata nel 1962, figlia di re Alberto II
    - 6. S.A.I.R. il principe Amedeo del Belgio, arciduca d'Austria-Este, nato nel 1986, primo figlio della principessa Astrid
      - 7. S.A.I.R arciduchessa Anna Astrid d'Austria-Este, nata nel 2016, figlia del principe Amedeo
      - 8. S.A.I.R arciduca Maximilian d'Austria-Este, nato nel 2019, figlio del principe Amedeo
      - 9. S.A.I.R arciduchessa Alix d'Austria-Este, nato nel 2023, seconda figlia del principe Amedeo

    - 10. S.A.I.R. la principessa Maria Laura del Belgio, arciduchessa d'Austria-Este, nata nel 1988, prima figlia della principessa Astrid  
      - 11. Albert Isvy, nato nel 2025, primo figlio della principessa Maria Laura

    - 12. S.A.I.R. il principe Joachim del Belgio, arciduca d'Austria-Este, nato nel 1991, secondo figlio della principessa Astrid
    - 13. S.A.I.R.  la principessa Luisa Maria del Belgio, arciduchessa d'Austria-Este, nata nel 1995, seconda figlia della principessa Astrid
    - 14. S.A.I.R.  la principessa Laetitia Maria del Belgio, arciduchessa d'Austria-Este, nata nel 2003, terza figlia della principessa Astrid

  - 15. S.A.R. il principe Lorenzo del Belgio, nato nel 1963, secondo figlio maschio di re Alberto II
    - 16. S.A.R. la principessa Louise del Belgio, nata nel 2004, figlia del principe Lorenzo
    - 17. S.A.R. il principe Nicolas del Belgio, nato nel 2005, primo figlio del principe Lorenzo
    - 18. S.A.R. il principe Ayméric del Belgio, nato nel 2005, secondo figlio del principe Lorenzo

Legenda:
- : simbolo di un sovrano precedente.
- : simbolo del sovrano regnante.